# فايز الحربي
فايز صالح الحربي (مواليد 15 فبراير 2002) هو لاعب كرة قدم سعودي يلعب حاليًا في نادي أحد.

## مسيرة اللاعب
بدأ في نادي أحد وأعير إلى نادي الأنصار في عام 2023 لمدة موسم.